# Silvia Zarzu
Silvia Andreea Zarzu (n. 16 decembrie 1998, Onești, Bacău, România) este o gimnastă română, campioană europeană în concursul pe echipe în 2014 la Sofia. A fost cea mai tânără concurentă a competiției.

## Biografie
S-a născut pe 16 decembrie 1998, la Onești. Concurează pentru clubul CSM Onești. A obținut medalia de aur cu echipa, la Campionatele Europene de Gimnastică din 2014 de la Sofia.

## Cariera la Junioare
În 2012 Silvia Zarzu a participat la Campionatele Europene de la Bruxelles, într-o echipă din care mai făceau parte Andreea Munteanu, Miriam Aribasoiu, Ștefania Stănilă și Paula Tudorache. Ea a participat în proba pe echipe la Sărituri (13.333) și la Sol (13.900), contribuind astfel la medalia de Bronz. La aceeași competiție, ea a obținut medalia de Argint la Sol (13.933).
În 2013, la Jocurile Olimpice Europene de Tineret de la Utrecht, Zarzu a obținut medalia de Bronz la Sol (13.750) și a contribuit la Bronzul obținut de echipa României cu exerciții la Sol (13.600) și Sărituri (13.200).

## Cariera la Senioare
Din 2014 participă la concursurile pentru senioare. A făcut parte din lotul echipei României care a obținut locul 4 la Campionatele Mondiale de Gimnastică din 2014, de la Nanning și în luna mai a obținut cea mai importantă medalie din carieră - Aurul cu echipa la Campionatele Europene de Gimnastică din 2014 de la Sofia. Silvia a obținut nota 14.633 la sărituri, la proba pe echipe.
Silvia Zarzu face parte din lotul României pentru Campionatele  Europene de Gimnastică de la Montpellier, care va avea loc între 17 și 19 aprilie 2015.